# Англия и Уэльс
А́нглия и Уэ́льс (англ. England and Wales, валл. Cymru a Lloegr) — юрисдикция в составе Великобритании. Она состоит из Англии и Уэльса, двух из четырёх составных частей Соединённого Королевства. В отличие от Шотландии и Северной Ирландии, на территории Англии и Уэльса действует система английского права. Исторически Англия и Уэльс являются конституционным правопреемником некогда существовавшего Английского королевства.
Англия и Уэльс рассматриваются как единое образование для многих целей, связанных с законотворчеством и правоприменением. В частности, Англия и Уэльс традиционно считаются единой юрисдикцией в английском коллизионном праве (Conflict of Laws) — аналоге международного частного права.

## История юрисдикции
Во время римской оккупации Британии территория современной Англии и Уэльса управлялась как единое целое, за исключением земель к северу от вала Адриана, хотя территория, контролируемая римлянами, различалась по размерам и какое-то время расширялась до вала Антонина. В то время большинство коренных жителей римской Британии говорили на бриттских языках и считались бриттами, разделенными на многочисленные племена.
Спустя долгое время после ухода римлян бритты на территории того, что стало Уэльсом, разработали свою собственную систему права, впервые систематизированную Хивелом ап Каделом (Хивелом Добрым; годы правления 942—950), когда он был королем большей части современного Уэльса; в Англии англосаксонское право было первоначально кодифицировано Альфредом Великим в его Кодексе, около 893 года. Однако после вторжения норманнов в Уэльс в XI веке английское право стало применяться и в частях Уэльса, завоеванных норманнами (валлийские марки). В 1283 году англичане под предводительством Эдуарда I с самой большой армией, собранной в Англии с XI века, завоевали оставшуюся часть Уэльса, а затем организовали там княжество Уэльс. Затем оно было объединено с английской короной Ридланским статутом 1284 года. Он был направлен на замену уголовного права Уэльса английским правом.